# Maximilian Thiel
Maximilian Thiel (Altötting, 3 febbraio 1993) è un ex calciatore tedesco, di ruolo attaccante.

## Palmarès

### Club

#### Competizioni nazionali
- Campionato tedesco di seconda divisione: 1

Colonia: 2013-2014